# Liberalni Forum
Liberalni forum (njem. Liberales Forum, skraćeno LIF) je mala liberalna politička partija u Austriji. Na njenom čelu je trenutno Angelika Mlinar. Partija je član Liberalne internacionale i Evropske liberalnodemokratske i reformske partije. Osnovana je 4. veljače 1993. izdvajanjem iz Slobodarske stranke Austrije. Partija zastupa ideologiju klasičnog liberalizma.